# Poecilanthrax robustus
Poecilanthrax robustus is een vliegensoort uit de familie van de wolzwevers (Bombyliidae). De wetenschappelijke naam van de soort is voor het eerst geldig gepubliceerd in 1957 door Johnson and Johnson.